# 徐文彦
徐文彦（1945年10月—），男，汉族，山东阳谷人，中华人民共和国政治人物，曾任广西壮族自治区总工会主席，广西壮族自治区政协副主席。

## 生平
2008年10月17日，中国工会十五大在北京开幕，大会选举他出任主席团委员。